# Christian Scharrer
Christian Scharrer (* 22. Dezember 1969 in Waldshut) ist ein deutscher Koch.

## Leben
Seine Ausbildung absolvierte Scharrer 1985 bis 1988 im Hotel Schwanen in Waldshut. Nächste berufliche Stationen waren das Hotel Colombi in Freiburg im Breisgau bis 1990 und das Restaurant „Jörg Müller“ von Jörg Müller in Westerland auf Sylt bis 1991.
1991/1992 war er Chef Gardmanger im Weinhaus „Brückenkeller“ in Frankfurt am Main. Von 1992 bis  1995 arbeitete er im Landshuter Hotel Fürstenhof, anschließend drei Jahre im Hotel Villa Hammerschmiede in Pfinztal. 1998 wechselte er als Souschef zu Harald Wohlfahrt ins Restaurant Schwarzwaldstube des Hotels Traube in Baiersbronn-Tonbach.
Als Küchenchef des Restaurants Gut Faistenberg in Beuerberg, in dem er von 2000 bis 2002 tätig war, wurde er zum ersten Mal mit einem Guide-Michelin-Stern ausgezeichnet. Als Küchendirektor leitete er von 2002 bis 2008 das Restaurant Imperial im Schlosshotel Bühlerhöhe in Bühl. 2005 wurde er Koch des Jahres des Restaurantführers Gault-Millau.
Nach zehn Monaten Tätigkeit im Airport Club in Frankfurt am Main ging er im Dezember 2008 nach Lübeck-Travemünde. Dort war er Chef de Cuisine des Restaurants Buddenbrooks im Hotel Grand Spa Resort A-Rosa Travemünde. Das Restaurant wurde mit zwei Michelin-Sternen ausgezeichnet. Von April 2014 bis April 2016 war Scharrer Chef im Restaurant Aphrodite des Giardino in Ascona.
Seit Juni 2016 ist er Küchenchef im Restaurant Courtier auf Weissenhaus Private Nature Luxury Resort, das in seinem ersten Jahr als Küchenchef vom Guide Michelin mit einem Stern und in Scharrers zweitem Jahr mit zwei Sternen bewertet wurde.

## Auszeichnungen
- 2011: Zwei Sterne im Guide Michelin 2012 für das Restaurant Buddenbrooks
- 2017: Zwei Sterne im Guide Michelin 2018 für das Restaurant Courtier[1]
- 2017: 18 Punkte im Gault-Millau 2018 für das Restaurant Courtier[1]
- 2018: 10 Pfannen im Restaurantführer Gusto für das Restaurant Courtier[1]
- 2018: 4,5 F im Restaurantführer Der Feinschmecker[1]